# Emanuele Tuccari
Emanuele Tuccari (Catania, 23 settembre 1920 – Messina, 21 settembre 2011) è stato un giurista e politico italiano.

## Biografia
Entrò in Magistratura nel 1947. La lasciò per dedicarsi alla politica per il Partito Comunista Italiano e fu consigliere comunale di Messina nel 1952. Segretario della Federazione provinciale comunista e dirigente della Cgil, fu segretario della Camera del Lavoro di Messina. 
Nel 1955 è eletto deputato all'Assemblea regionale siciliana nel collegio di Messina. Nella IV legislatura (1959-1963) è deputato segretario.
Dimessosi dall'Ars il 14 novembre 1967 e sostituito da Messina Antonino per candidarsi alla Camera.
Fu eletto deputato alla Camera nel 1968 per il PCI nel collegio Sicilia orientale. Resta deputato fino al 1972.

Dal 1971 al 1990 fu docente universitario  nella facoltà di scienze politiche dell'Università di Messina, insegnando diritto regionale e storia delle istituzioni politiche..
Fu giudice "aggregato" presso la Corte Costituzionale per il giudizio per lo Scandalo Lockheed.

## Opere
- Saggio per una teoria sulla legge regionale, 1966, Giuffrè
- Principi di diritto regionale, 1972, Giuffrè
- Il controllo del parlamento sull'attività economica pubblica, 1973, Giuffrè
- Partecipazione popolare e ordinamento regionale, 1974, Giuffrè